# Discografia dei Thunder
Questa pagina raccoglie l'intera discografia del gruppo musicale britannico Thunder.

## Album in studio
- 1990 – Back Street Symphony
- 1992 – Laughing on Judgement Day
- 1995 – Behind Closed Doors
- 1997 – The Thrill of It All
- 1999 – Giving the Game Away
- 2003 – Shooting at the Sun
- 2005 – The Magnificent Seventh
- 2008 – Bang!
- 2015 – Wonder Days
- 2017 – Rip It up
- 2019 – Please Remain Seated
- 2021 – All the Right Noises
- 2022 – Dopamine

## Album di cover
- 2006 – Robert Johnston's Tombstone

## Album dal vivo
- 1995 – Live Circuit
- 1998 – Live
- 2000 – Open the Window, Close the Door - Live in Japan
- 2000 – They Think It's All Over... It Is Now
- 2002 – Symphony and Stage
- 2004 – The Best of Thunder Live
- 2016 – All You Can Eat

## Raccolte
- 1995 – Their Finest Hour (and a Bit)
- 1998 – The Best of Thunder
- 1999 – The Rare, the Raw, and the Rest
- 2000 – Gimme Some...
- 2001 – Rock Champions
- 2003 – Ballads

## Singoli
| Anno | Titolo                                  | Posizione              | Posizione                | Posizione                   | Album                                              |
| Anno | Titolo                                  | Official Singles Chart | Official Downloads Chart | Official Rock & Metal Chart | Album                                              |
| ---- | --------------------------------------- | ---------------------- | ------------------------ | --------------------------- | -------------------------------------------------- |
| 1989 | "She's so Fine"                         | 98                     | -                        | -                           | Backstreet Symphony                                |
| 1990 | "Dirty Love"                            | 32                     | -                        | -                           | Backstreet Symphony                                |
| 1990 | "Backstreet Symphony"                   | 25                     | -                        | -                           | Backstreet Symphony                                |
| 1990 | "Gimme Some Lovin'"                     | 36                     | -                        | -                           | Backstreet Symphony                                |
| 1990 | "She's So Fine (re-release)"            | 34                     | -                        | -                           | Backstreet Symphony                                |
| 1991 | "Love Walked In"                        | 21                     | -                        | -                           | Backstreet Symphony                                |
| 1992 | "Low Life in High Places"               | 22                     | -                        | -                           | Laughing on Judgement Day                          |
| 1992 | "Everybody Wants Her"                   | 36                     | -                        | -                           | Laughing on Judgement Day                          |
| 1993 | "A Better Man"                          | 18                     | -                        | -                           | Laughing on Judgement Day                          |
| 1993 | "Like a Satellite"                      | 25                     | -                        | -                           | Laughing on Judgement Day                          |
| 1994 | "Stand Up"                              | 23                     | -                        | -                           | Behind Closed Doors                                |
| 1995 | "River of Pain"                         | 31                     | -                        | -                           | Behind Closed Doors                                |
| 1995 | "Castles in the Sand"                   | 30                     | -                        | -                           | Behind Closed Doors                                |
| 1995 | "In a Broken Dream"                     | 26                     | -                        | -                           | The Best of Thunder, Their Finest Hour (and a bit) |
| 1996 | "Don't Wait Up"                         | 27                     | -                        | -                           | The Thrill Of It All                               |
| 1997 | "Love Worth Dying For"                  | 60                     | -                        | -                           | The Thrill Of It All                               |
| 1998 | "The Only One"                          | 31                     | -                        | -                           | Thunder Live                                       |
| 1998 | "Play That Funky Music"                 | 39                     | -                        | -                           | Giving the Game Away                               |
| 1999 | "You Wanna Know (Just Another Suicide)" | 49                     | -                        | -                           | Giving the Game Away                               |
| 2003 | "Loser"                                 | 48                     | -                        | -                           | Shooting at the Sun                                |
| 2004 | "I Love You More Than Rock n' Roll"     | 27                     | -                        | -                           | The Magnificent Seventh                            |
| 2006 | "The Devil Made Me Do It"               | 40                     | -                        | -                           | Robert Johnson's Tombstone                         |